# Monasterio de la Monjía
La ermita de la Monjía es un monasterio fortificado situado en la localidad española de Fuentetoba, en la provincia de Soria. Cuenta con el estatus de Bien de Interés Cultural.

## Historia
Tiene su origen en una presura, a favor de los monjes benedictinos, venidos de Valvanera, con el fin de conseguir pastos y prados para el ganado. Ya en 1593 escribía Miguel Martel: «El heredamiento De la Monjía, es una pieza muy principal». 
En 1861, Eduardo Saavedra, miembro de la Real Academia de la Historia, en su obra Descripción de la Vía Romana de Uxama a Augustóbriga, se refiere a la capilla del monasterio como el más antiguo monumento de la Edad Media de Soria, y señala que el monasterio de la Monjía fue fortificado en el siglo XVI por los condes de Castejón, a cuya propiedad pasó, pero la capilla es del siglo XI. El monasterio había sido cedido por el abad y la comunidad en escritura pública, de 12 de octubre de 1507, en censo enfitéutico, a Diego Solier.
En 1891, Patricio Peñalver escribe «Una visita a la Monjía», el primer artículo sobre esta rica heredad, situada en la falda meridional de la sierra de Frentes, defendida por un lienzo de muralla del siglo XVI, se corona de merloncillos imitando almenas. 
En 1995 se incoó expediente para declarar la ermita de la Monjía como Bien de Interés Cultural. El 29 de julio de 2021 el inmueble fue declarado Bien de Interés Cultural, con la categoría de Monumento, mediante un acuerdo publicado el 26 de agosto de ese mismo año en el Boletín Oficial del Estado.

## Descripción

Vistas desde el monasterio de la Monjía

El inmueble se encuentra en la localidad soriana de Fuentetoba, perteneciente al municipio de Golmayo. Está ubicada a unos 10 kilómetros de Soria, en la ladera meridional de Pico Frentes, en un lugar pintoresco, donde muy próximo nace el río Golmayo, configurando un entorno de gran interés. 
La iglesia, románica del siglo XI, tiene portada formada por tres arcos concéntricos de medio punto, sin labor ni molduras en las arquivoltas y capiteles cónicos, estilo que se repite en los capiteles del arco apuntado del ábside.  En esta capilla se venera y custodia la imagen de Nuestra Señora de Valvanera, patrona de Fuentetoba.
En el siglo XVI el monasterio de la Monjía fue fortificado por los condes de Castejón. En esta muralla se localiza una puerta que da a un patio, donde se localizan los establos para el ganado y su esquileo. El monasterio se compone de piso bajo, para vivienda de Guardas y depósito de granos, y el alto, para el alojamiento de los Monjes.